# Griff in die Kiste
Als Griff in die Kiste oder englisch Bin picking wird die roboterbasierte Vereinzelung chaotisch bereitgestellter Objekte bezeichnet.
Erste Lösungsansätze wurden bereits Mitte der 1980er Jahre entwickelt, allerdings gilt der Griff in die Kiste noch nicht als universell gelöst und ist somit immer noch Gegenstand der aktuellen angewandten Forschung.
Eine typische Aufgabe für den Roboter ist der Transport eines Werkstücks von Position A nach Position B. Ein Beispiel hierfür ist das Be- oder Entladen von Bearbeitungsmaschinen. Für eine Vielzahl von Anwendungen reicht es in der Praxis nicht aus, dass der Roboter immer die gleiche Bewegung ausführt. Vielmehr ist es nötig, dass der Roboter durch den Einsatz eines Kamerasystems und entsprechender Bildverarbeitung auf Änderungen wie beispielsweise eine andere Objektlage reagieren kann. Durch die Verfügbarkeit einer Vielzahl zuverlässiger 3D-Sensoren mit unterschiedlichen Prinzipien befassen sich mehr und mehr Forscher mit der Analyse von Entfernungsdaten zur Lösung des Griffs in die Kiste. Diese Forschungsarbeiten, die den Einsatz neuer 3D-Sensoren vorantreibt, gilt als die Zukunft der Robot-Vision.

## Alternativen zum Griff in die Kiste
- Verzicht auf Bildverarbeitung durch geordnete Anlieferung (z. B. mit Formpaletten) oder manueller Entnahme durch Werker
- Rüttelförderer bzw. Vibrationswendelförderer für kleine Werkstücke
- mechanische Vereinzelung durch Auskippen und Greifen vom Förderband mit kamerabasierter Auswertung

## Motivation für den Griff in die Kiste
Obwohl es Alternativen zum Griff in die Kiste gibt, sind viele Unternehmen stark an der Weiterentwicklung vorhandener Ansätze interessiert, um den Griff in die Kiste in der eigenen Produktion anwenden zu können. Die Hauptgründe dafür sind
höhere FlexibilitätDie Kombination aus Greifroboter und Vision-System lässt sich einfacher auf andere zu produzierende Teile umrüsten, als dies bei z. B. Rütteltischen möglich ist.
geringere KostenSpeziell gefertigte mechanische Komponenten müssen für jedes Teil neu entwickelt werden und rentieren sich daher erst bei hohen Stückzahlen.
PlatzeinsparungDurch den deutlich geringeren Bedarf an mechanischen Komponenten.
LärmbelästigungDas Auskippen einer Kiste mit metallenen Werkstücken kann extrem laut sein.
Mitarbeiter entlastenIn einigen Branchen, beispielsweise im Schmiedebereich, ist zusätzlich die Erleichterung der Arbeit bei schweren bzw. unhandlichen Teilen ein wichtiger Grund der Automatisierung – möglichst ohne den Umweg über ein Förderband, sondern direkt mit der Entnahme aus der Kiste.